# Chêne-Bourg
Chêne-Bourg là một đô thị thuộc bang Genève, Thụy Sĩ. Xưởng đồng hồ của Frédérique Constant nằm ở đây.
Louis Favre sinh ra ở Chêne-Bourg.